# آسترودیتابنک
آسترودیتابنک (انگلیسی: Astrodatabank) یک وبگاه ویکی است. این وبگاه دربرگیرنده مجموعه‌ای از داده‌های اختربینی می‌باشد.